# Vijenac Barilovićki
Vijenac Barilovićki es una localidad de Croacia en el municipio de Barilović, condado de Karlovac.

## Geografía
Se encuentra a una altitud de 200 m s. n. m. a 76 km de la capital nacional, Zagreb.

## Demografía
En el censo 2011, el total de población de la localidad fue de 65 habitantes.
| Gráfica de población de Vijenac Barilovićki 1857-2011               |
|                                                                     |
| Según los censos de población de la oficina estadística de Croacia. |